# Glyphotmethis adaliae
Glyphotmethis adaliae är en insektsart som först beskrevs av Boris Petrovich Uvarov 1928.  Glyphotmethis adaliae ingår i släktet Glyphotmethis och familjen Pamphagidae. Inga underarter finns listade i Catalogue of Life.